# Горст-Петер Кретшмер
Горст-Петер Кретшмер (нім. Horst-Peter Kretschmer; 19 жовтня 1955, м. Бад Тельц, Німеччина — 24 квітня 2015, м. Бад Тельц, Німеччина) — німецький хокеїст, захисник. Виступав за німецькі клуби з 1972 по 1992 роки.

## Кар'єра
Кречмер почав свою кар'єру в своєму рідному місті за клуб «Бад Тельц» і грав з сезону 1972/73 протягом двох років у Бундеслізі. У сезоні 1974/75 він перейшов до більш стабільного у фінансовому відношенні «Дюссельдорфу». Там він став одним з найкращих німецьких захисників. Йому також вдалося  в 1976 році дебютувати у німецький національній збірній з хокею. Протягом багатьох років він був невід'ємною частиною німецького хокею. Після своєї участі в 1980 році зимових Олімпійських ігор у Лейк-Плесіді, він хотів перейти до ЕХК 70 Мюнхен, але перехід зірвався.
Рік по тому, він повернувся до Баварії. З клубом «Розенгайм» він виграв три рази золото німецького чемпіонату (1982, 1985, 1989). У Калгарі в 1988 році, він вдруге узяв участь в зимових Олімпійських іграх.
У 1992 році він закінчив свою активну кар'єру.
Хорст-Петер Кретшмер є членом Залу хокейної слави Німеччини.